# Popocatépetl
Il Popocatépetl (nahuatl: Popōcatepētl [popoːkaˈtepeːt͡ɬ]; 5 462 m s.l.m.) è un vulcano in attività, situato nella regione di Puebla, in Messico, a 70 km a sudest di Città del Messico e solo 45 km a ovest della città di Puebla.
Il suo nome, che in lingua nahuatl significa ‘montagna (tepētl) che emette fumo di continuo (popōca)’, è dovuto alla sua costante attività, fin dai tempi dell'epoca precolombiana.
Con una forma conica simmetrica, e ghiacciai perenni vicino al cratere, sulla cima della montagna, è il secondo vulcano più alto del Messico, con un'altezza massima di 5 465 m s.l.m., secondo solamente ai 5 610 m s.l.m. del Citlaltépetl (o "Pico de Orizaba").
Conosciuto anche come Popo o Don Goyo, è uno dei vulcani più attivi del Messico: dal 1354 sono state registrate 18 eruzioni; attualmente la sua attività è moderata, ma costante, con emissioni di fumarole, composte da gas e da vapore acqueo, e da repentine e impreviste eruzioni minori di ceneri e materiale vulcanico. L'ultima eruzione violenta del vulcano fu registrata nel dicembre del 2000.
Nel 1994 i monasteri costruiti sulle sue pendici all'inizio del XVI secolo furono dichiarati Patrimonio dell'umanità dall'UNESCO.

## Mitologia del vulcano
Il vulcano, durante l'epoca precolombiana, era una divinità azteca destinataria di un culto esclusivo. Al giorno d'oggi il culto sopravvive in forma minoritaria o simbolica; i guardiani del vulcano vengono chiamati "temperos del vulcano Popocatépetl", e ad esso si riferiscono come Don Goyo o Serafín, personificandolo come un'indigena.
I temperos fanno parte delle comunità che popolano le pendici del vulcano e assicurano di poter comunicare con esso dopo un'esperienza che li ha portati vicino alla morte, come l'essere stati colpiti da un fulmine o per aver sofferto di una malattia terminale.
I temperos celebrano riti nei santuari consacrati a Popocatépetl, che si trovano tra le piantagioni e le zone boscose alle pendici del vulcano, per invocare la benedizione della pioggia, così come la protezione del dio per i raccolti.

## La leggenda di Popocatépetl e Iztaccíhuatl

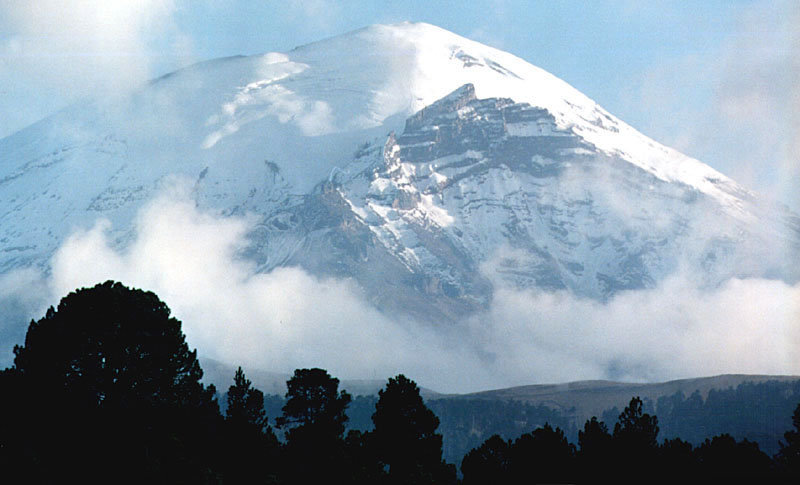
Popocatépetl, versante nord

Nella mitologia azteca, Popocatépetl era un guerriero che amava Iztaccíhuatl. Il padre di Iztaccíhuatl lo mandò in guerra, ad Oaxaca, promettendogli sua figlia in sposa al suo ritorno (cosa che pensava non sarebbe avvenuta). A Iztaccíhuatl venne detto che l'amato era stato ucciso e lei morì dal dolore. Quando Popocatépetl ritornò e seppe di averla perduta, morì di dolore anche lui. Gli dèi li coprirono di una pioggia di stelle e li trasformarono in vulcani. La montagna Iztaccíhuatl venne chiamata "La donna addormentata" perché ha le sembianze di una donna sdraiata sulla schiena. Lui divenne il vulcano Popocatépetl, che faceva piovere fuoco sulla Terra con furia per la rabbia di aver perduto la donna amata.